# Companhia Têxtil Bernardo Mascarenhas
Companhia Têxtil Bernardo Mascarenhas foi uma fábrica de tecidos fundada em Juiz de Fora em maio de 1888 por Bernardo Mascarenhas. As inovações implementadas pelo empreendimento, como uso de energia elétrica e emprego de mão-de-obra imigrante, formaram um aspecto determinante do progresso industrial da cidade.
A fábrica encerrou suas atividades em janeiro de 1984, deixando como patrimônio sua sede, que foi utilizada para pagamento de dívidas junto ao governo. O imóvel manteve-se fechado até que a Prefeitura de Juiz de Fora assumiu sua gestão, instalando ali com o passar dos anos o Mercado Municipal, um Centro Cultural e a Biblioteca Municipal, entre outros.

## Antecedentes

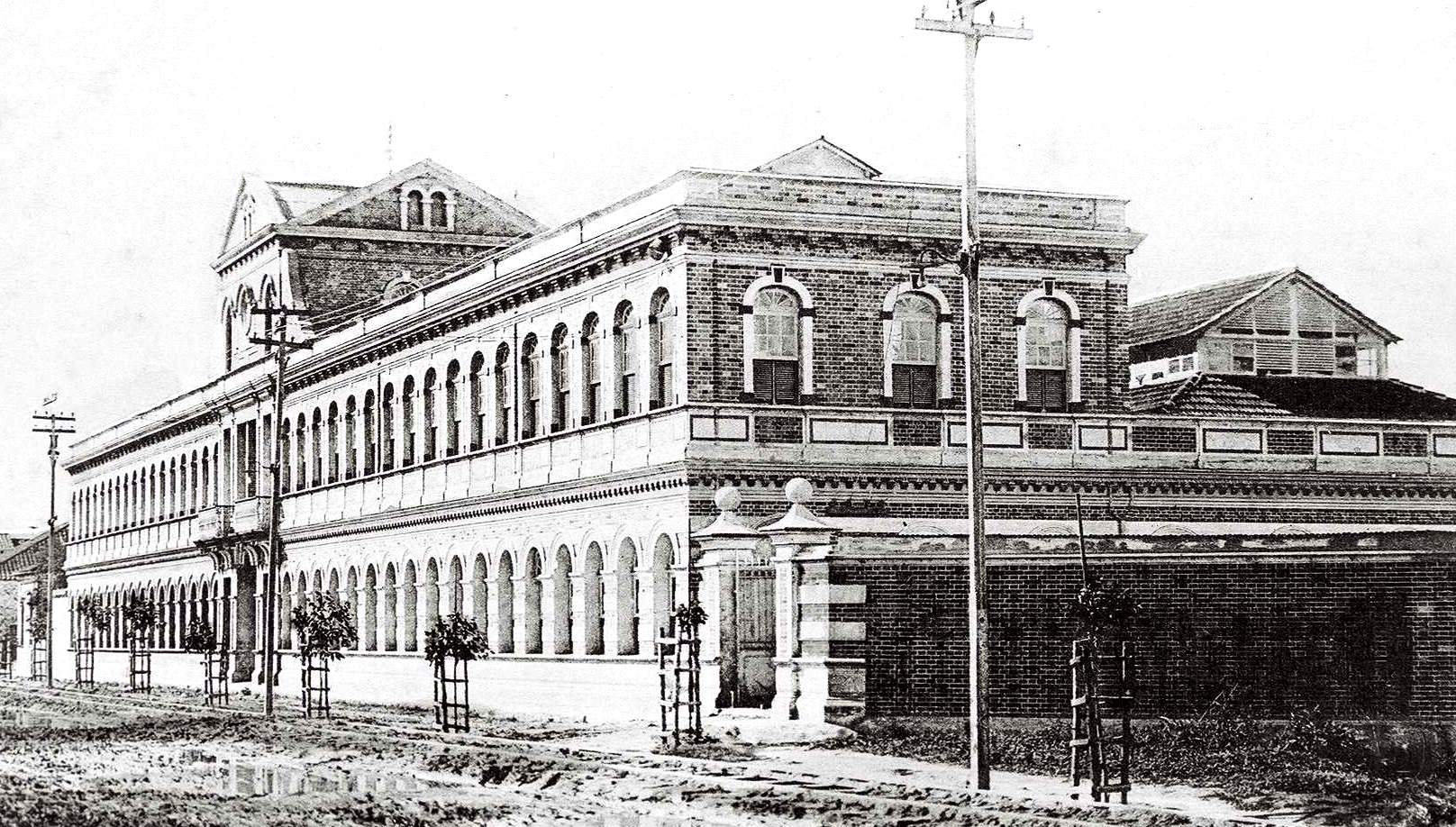
Companhia Têxtil Bernardo Mascarenhas, c. 1900

A família Mascarenhas chegou ao Brasil em 1778, estabelecendo um armazém que consolidou o monopólio do comércio de sal na província de Minas Gerais. Fizeram fortuna com o negócio, mas acabaram firmando-se como produtores rurais. Quando Antônio Gonçalves da Silva Mascarenhas morreu em 1884, o patriarca da família era um dos homens mais ricos e influentes do estado, condição passada à maioria de seus filhos.
O jovem Bernardo Mascarenhas decidiu desfazer-se de sua parte no negócio de sal, convencendo dois de seus irmãos a completarem o capital necessário para a constituição, em 1868, de uma indústria têxtil. Pretendia estabelecer a fábrica em Juiz de Fora mas aceitou, a contragosto, que o empreendimento fosse instalado próximo às fazendas da família e ficasse sob os auspícios dos irmãos mais velhos. Passados quatro anos, a fábrica Cedro foi finalmente inaugurada em agosto de 1872. O negócio foi um sucesso, o que motivou os demais irmãos Mascarenhas a entrarem no ramo industrial. Em 1877 foi constituída então a indústria têxtil Cachoeira, que correu paralelamente à Cedro até 1883, ano em que foram fundidas, formando a primeira sociedade anônima brasileira.
Por volta de 1885, Bernardo mudou-se para Juiz de Fora, onde tornou-se um dos fundadores do Banco de Crédito Real de Minas Gerais. Ele também adquiriu terrenos em diversas partes da cidade, decidindo construir em um deles, próximo à Estação Ferroviária, sua própria fábrica.

## Construção e equipamentos

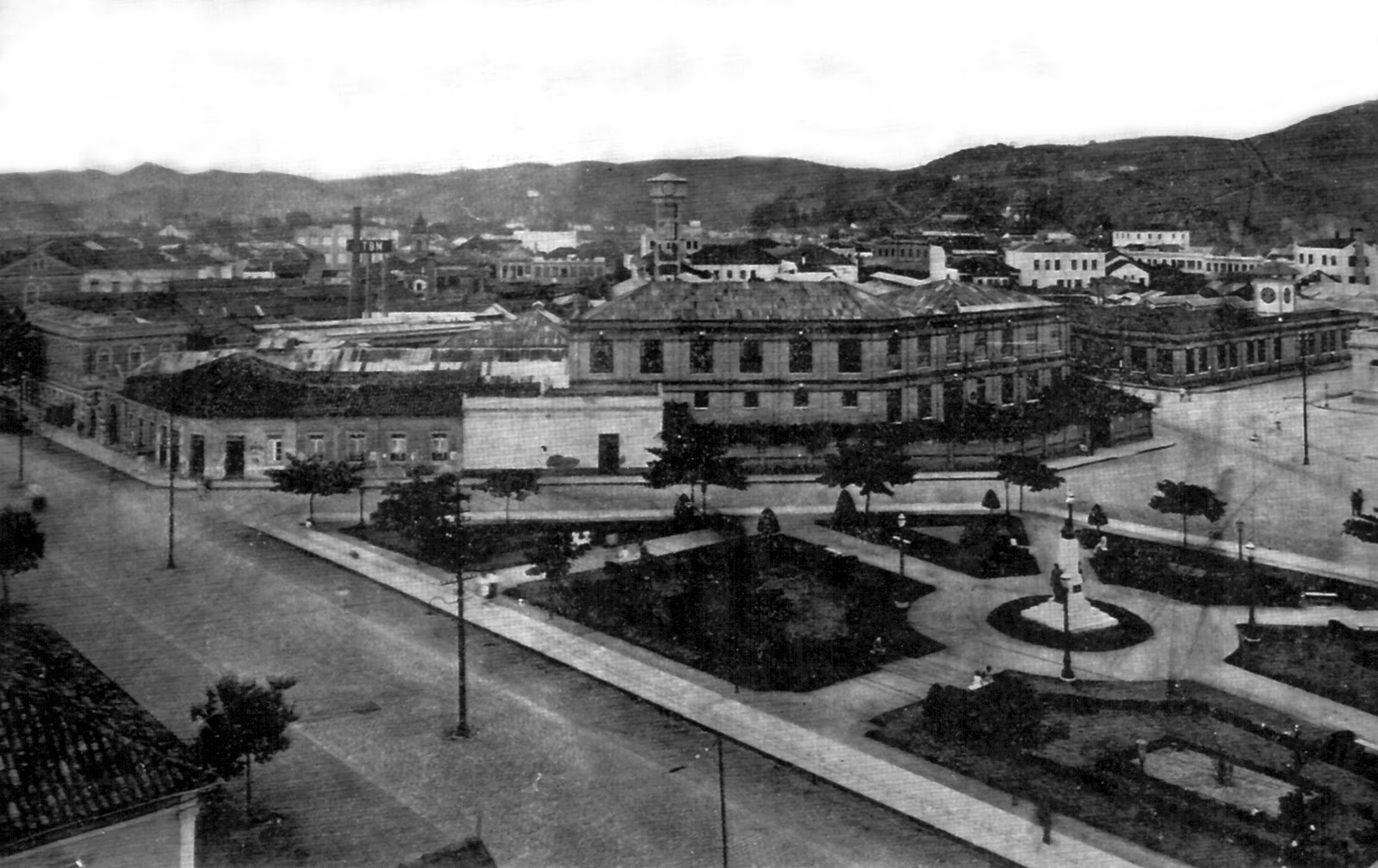
Praça Antônio Carlos e vista panorâmica da Cia. Têxtil, c. 1900

O edifício da Companhia Têxtil Bernardo Mascarenhas foi projetado pelo engenheiro e arquiteto L. Sue, apresentando uma rigorosa simetria, destoante ao estilo das construções do final do século XIX. Seu partido arquitetônico consiste em um corpo central em três pavimentos, coroado por frontões retos nas quatro faces e ladeado por extensas alas horizontais em dois pavimentos. Pouco depois da inauguração, ocorrida em maio de 1888, foi necessária a ampliação das instalações, juntamente com a remodelação parcial do edifício. Na época, alguns dos principais jornais e revistas do Brasil destacaram o empreendimento, especialmente pelas características arquitetônicas do prédio.
A fábrica foi equipada com 60 teares ingleses, que inicialmente eram operados à querosene. Parelelo à construção da companhia, no entanto, Mascarenhas manteve o projeto de construir em Juiz de Fora uma usina hidrelétrica para manter seus empreendimentos e auxiliar na iluminação pública. Ele fundou em 1888 a Companhia Mineira de Eletricidade, que no ano seguinte foi responsável pela inauguração da Usina Hidrelétrica de Marmelos. A manutenção e modernização da usina permitiram que a Companhia Têxtil Bernardo Mascarenhas fosse a primeira no Brasil a utilizar um motor elétrico Westhinghouse, instalado no edifício em 1898.

## Auge da industrialização
Com a morte de Bernardo Mascarenhas em outubro de 1899, seu genro Agenor Barbosa assume a gerência da empresa. Ele seria responsável mais tarde pela construção de uma ala anexa à direita do prédio original.
Em 1916, após o falecimento da viúva de Bernardo Mascarenhas, Amélia Guimarães Mascarenhas, tem início uma nova fase de modernização e expansão da fábrica. No começo da década de 1920, os serviços de aumento e remodelação da fábrica estavam praticamente concluídos. É dessa mesma época a construção da uma vila para os operários da companhia, denominada Vila Mascarenhas.

## Tombamento e falência

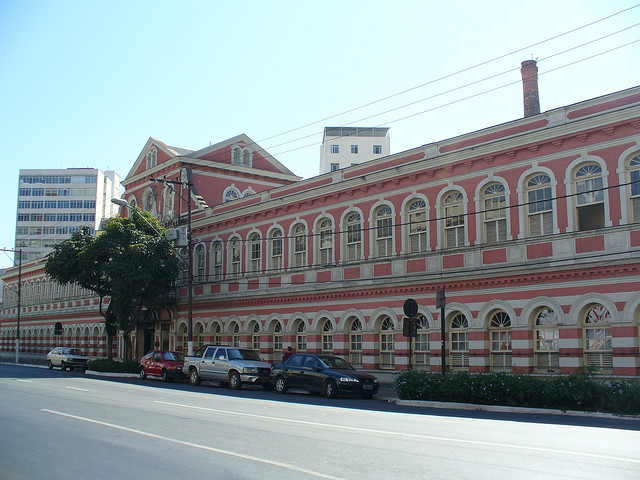
Centro Cultural Bernardo Mascarenhas em 2007.

No começo da década de 1980, enfrentando dificuldades financeiras, a fábrica usou seu terreno, medindo 10.450 m², com uma área coberta de aproximadamente 7000 m², para o pagamento de dívidas junto ao Governo de Minas Gerais, à União e ao IAPAS - Instituto de Administração Financeira da Previdência.
O conjunto arquitetônico quase foi demolido, pois a União pretendia construir no terreno uma nova sede para a delegacia da Receita Federal local. O município opôs-se aos interesses governamentais, iniciando em 1982 um debate acerca do tombamento do conjunto arquitetônico e a possibilidade de estabelecer no local um centro de cultura.
O governo federal inicialmente foi contrário à ideia mas a Prefeitura de Juiz de Fora, determinada a preservar o conjunto de edifícios, conseguiu que o tombamento municipal se sobrepusesse aos interesses da União, finalmente assinando o documento em 19 de janeiro de 1983. O projeto de transformar o espaço em centro cultural contou com o apoio de diversos artistas, jornalistas e intelectuais da região, que mantiveram na época a campanha "Mascarenhas, meu amor!".
A fábrica, enquanto isso, não foi capaz de acompanhar as mudanças político-econômicas do Brasil, encerrando suas atividades definitivamente em 14 de janeiro de 1984.

## Reformas e transformação em centro cultural

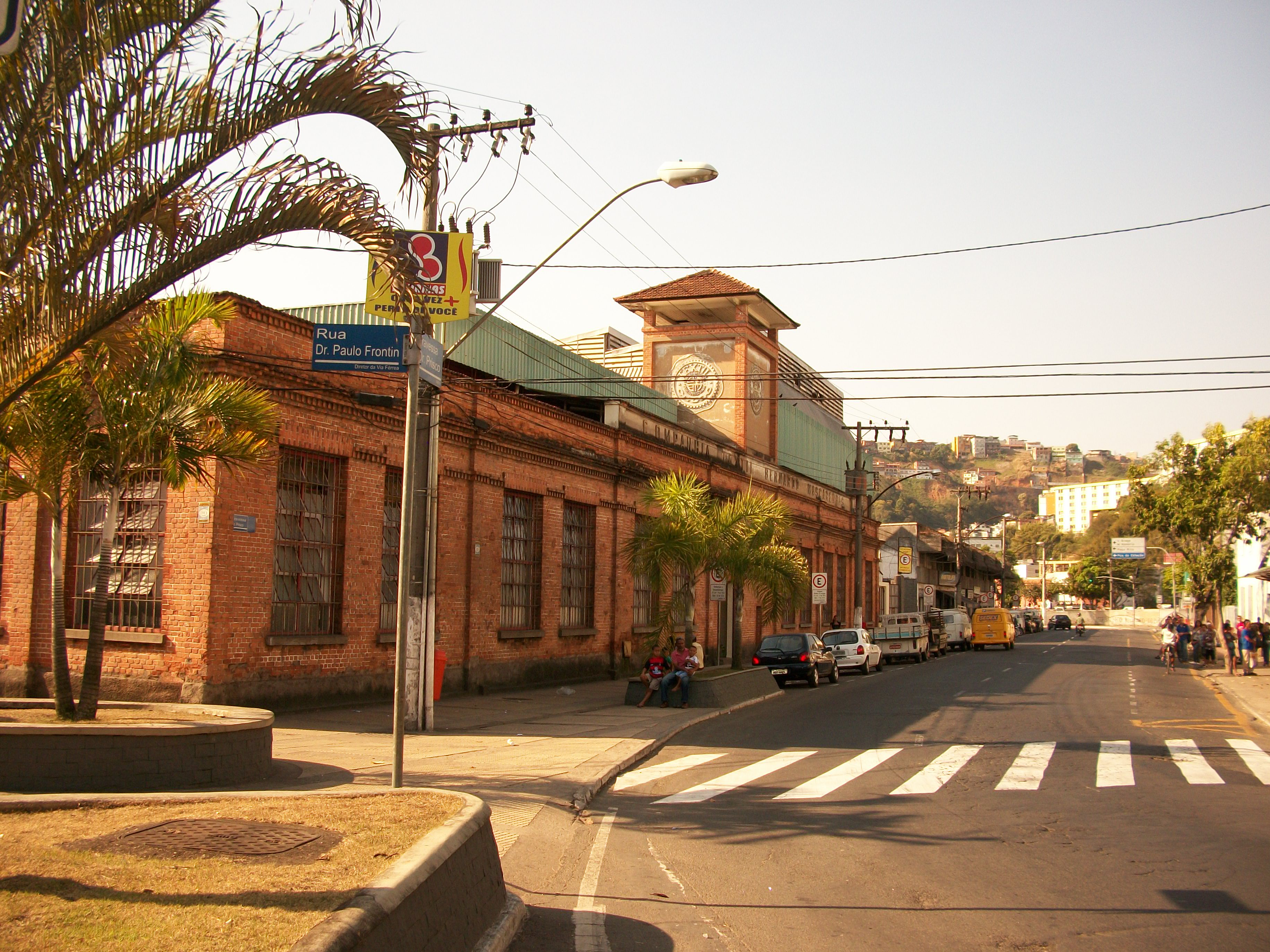
Prédio anexo, onde funciona atualmente o CEM - Centro de Educação de Jovens e Adultos Dr. Geraldo Moutinho - escola municipal.

Com a falência da empresa, o prédio foi assumido pela prefeitura, permanecendo fechado três anos para reformas. As obras mantiveram as características originais do edifíco, com as mudanças mais significativas ocorrendo em seu interior, cujo espaço físico foi adaptado para abrigar um local para exposições e o Mercado Municipal de Juiz de Fora. Renomeado para Centro Cultural Bernardo Mascarenhas, o edifício foi reinaugurado em 31 de maio de 1987.
Em 12 de setembro de 1991, um incêndio iniciado pela explosão do reator de uma lâmpada fluorescente destruiu dois andares do setor ocupado pelo mercado, causando prejuízo de mais de 500 milhões de cruzeiros. O espaço foi reaberto em 1995 de forma improvisada e, após um longo período de abandono e adaptações, no começo da década de 2000 o conjunto arquitetônico passou por uma repaginação no paisagismo, parte de um projeto de revitalização que envolveu nova reforma do prédio e seus entornos.
A parte frontal do conjunto arquitetônico abriga atualmente galerias de arte, anfiteatro, videoteca e salas de aula, além de espaço para realização de eventos. A Biblioteca Municipal Murilo Mendes, originalmente situada à Rua Marechal Deodoro, foi transferida para um dos prédios anexos nos fundos do terreno, vizinho àquele ocupado pelo Mercado Municipal mais um conjunto de lojas de roupas, restaurantes e bares.